# Puente Darcy Castello de Mendonça
El puente Darcy Castello de Mendonça, también llamado Tercer Puente, conecta las ciudades de Victória con Vila Velha, en el estado de Espírito Santo, en Brasil. Es uno de los puentes más grandes de la región.

## Historia
El primer puente que vinculó Victória con Vila Velha data de 1928, y lleva el nombre de Puente Florentino Avidos. El segundo puente, llamado Puente del Príncipe, llamado coloquialmente Segundo Puente, fue inaugurado en 1979.
El puente Darcy Castello de Mendonça fue construido para aliviar al el tránsito en los otros puentes. Tiene 3,33 kilómetros de largo, una altura máxima de 70 metros y una luz máxima de 260 metros, lo que permite el acceso de grandes buques a la bahía de Vitória.
El primer pilar del puente se comenzó en 1978 durante el gobierno de Elcio Alvares. La obra se terminó en 1989, durante el Gobierno de Max Mauro.

## Descripción
El puente se habilitó con un tráfico promedio de 12 000 vehículos diarios, y para octubre de 1992 ya eran 16 000 por día. Durante el año 2010 pasaron por el puente, cerca de 58 mil vehículos diarios. Los servicios del puente incluyen: alumbrado, señalización, servicio médico de emergencia y asistencia mecánica. Toda la operación del tercer puente es supervisada por el Centro de Control Operativo (CCO).
El casco histórico de Vila Velha ha experimentado un crecimiento en la construcción civil, como consecuencia de la mejora en la conectividad que brinda el tercer puente. Debido al creciente número de vehículos en la autopista, las retenciones de tráfico se han vuelto comunes, especialmente durante las horas pico.

## Imágenes

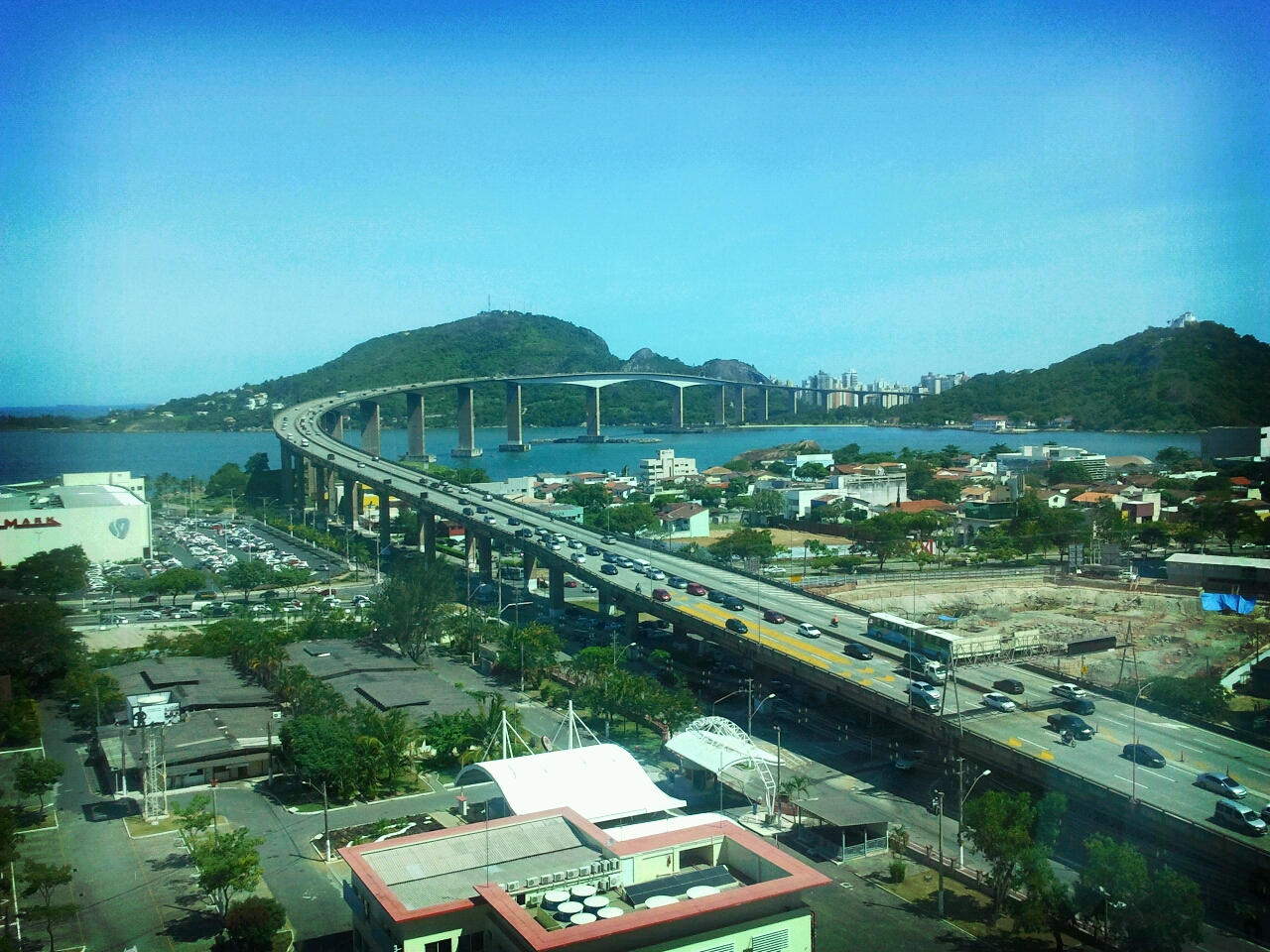
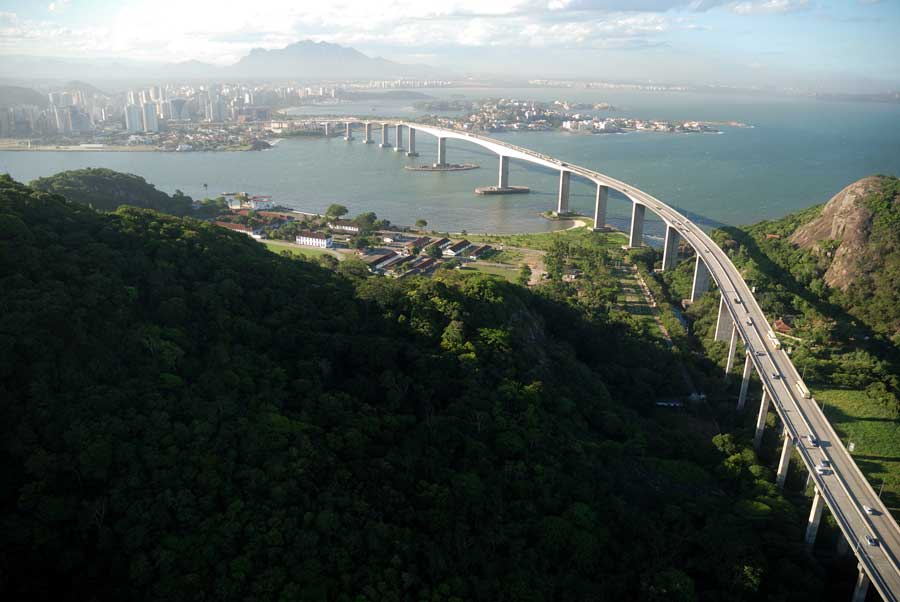
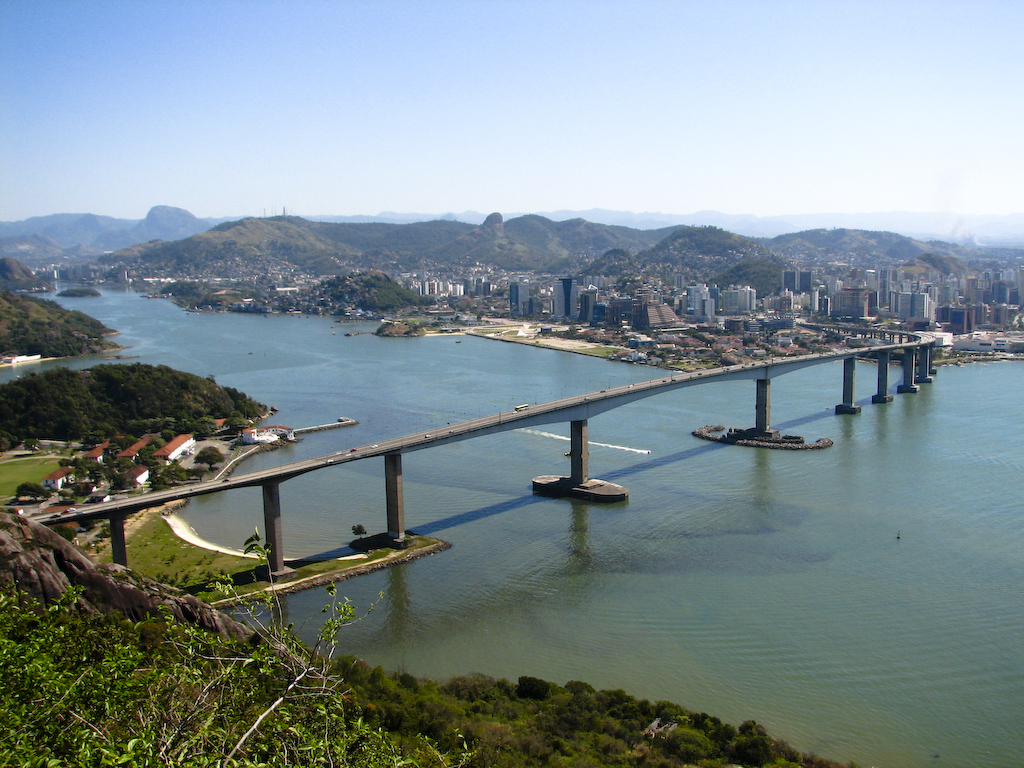
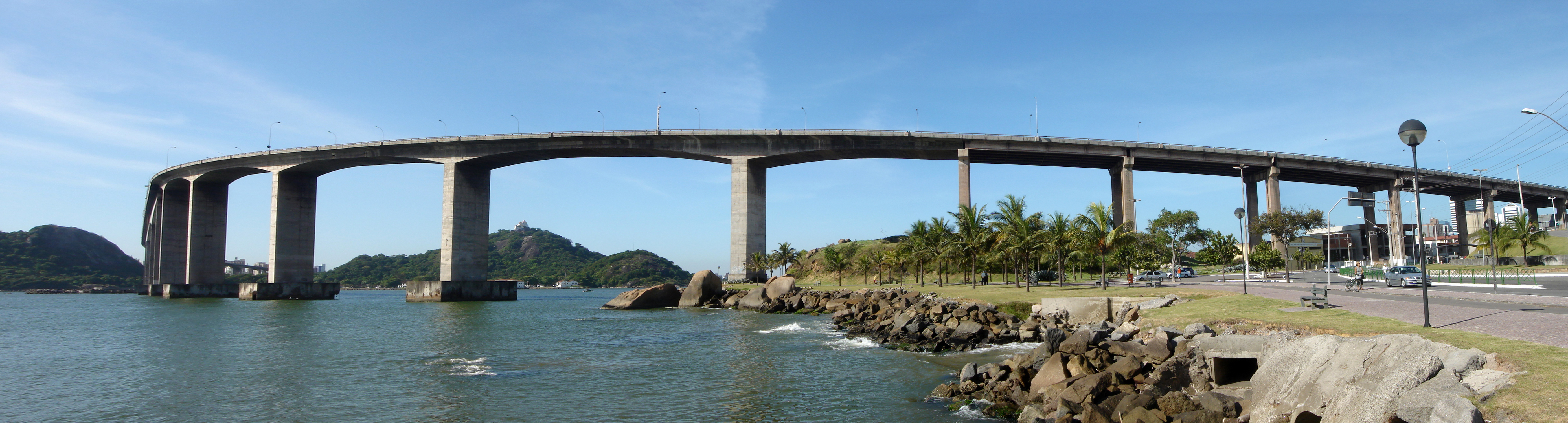

## Datos de la obra
- 61 columnas
- 3,3 kilómetros de largo
- Altura máxima de 70 metros, (la segunda mayor de Brasil).
- Luz máxima de 260 metros.
- 250 lámparas de alumbrado instaladas.
- Desde su creación hasta el día de hoy, el flujo de automóviles que viaja a través de puente ha crecido más de un 450%.
- Estación de peaje con 15 carriles.
- Dos paneles de mensaje variable, informando principalmente de las condiciones de tráfico.